# Pa' qué me sirve la vida
Pa qué me sirve la vida es la séptima pista en el álbum Alpha del grupo Selena y Los Dinos, lanzado en 1986. Fue escrita por el famosos compositor mexicano, Chucho Monge en la década de los 60's y producida por Manny R. Guerra. Fue el segundo y último cover de la banda en este álbum.

## Composición
"Pa Qué Me Sirve La Vida" es un tema escrito en la época de los 60's por el famoso compositor mexicano, Chucho Monge. Cuando Abraham descubre el talento de Selena, hace que aprenda español y comience a grabar música tejana. En 1986, Selena y Los Dinos sacan a luz su tercer álbum titulado "Alpha". En éste, Abraham logra que los chicos graben un cover de este tema. Finalmente, Selena graba junto a su banda esta canción. Fue producido por Manny R. Guerra y mezclado por Brian "Red" Moore.

## Uso en otros álbumes
- El 7 de abril de 1998, se lanzó el segundo álbum de remezclas de Selena titulado "Anthology". Para este álbum, se tomó el tema"Pa' Qué Me Sirve La Vida", en una nueva versión a mariachi.[1]

- Éste se compila en "Selena y sus Inicios, Vol. 3" el 24 de agosto de 2004.[2]

## Créditos
| - Primera voz - Selena Quintanilla - Batería - Suzette Quintanilla - Bajo y segunda voz - A.B. Quintanilla III - Teclados - Ricky Vela - Guitarra - Roger García | - Productor - Manny R. Guerra - Grabación - Amen Studios (San Antonio, Tx.) - Mezcla - Brian "Red" Moore - Arreglos musicales - Selena y Los Dinos - Composición - Chucho Monge |